# 铜冶镇 (石家庄市)
铜冶镇，是中华人民共和国河北省石家庄市鹿泉区下辖的一个乡镇级行政单位。

## 行政区划
铜冶镇下辖以下地区：
南铜冶村、北铜冶村、西铜冶村、南甘子村、北甘子村、羊角庄村、东任村、南任村、西任村、岭底村、北故邑村、南故邑村、乔门沟村、永壁东街村、永壁南街村、永壁西街村、永壁北街村、耿家庄村、西良厢村、南杜村、北降壁村、莲花营村、小张庄村、南张庄村和李家庄村。